# Fritz Lindenmaier
Fritz Heinrich Karl Paul Lindenmaier (* 2. Oktober 1881 in Hamburg; † 7. Oktober 1960 in Karlsruhe) war Reichsgerichtsrat und Senatspräsident am Reichsgericht und später Richter am Bundesgerichtshof.

## Leben
Lindenmaier wurde als Sohn eines Schlossermeisters und Geldschrankfabrikanten evangelisch getauft. Seine erste juristische Staatsprüfung 1903 bestand er mit "gut"; die zweite 1908 ohne Auszeichnung. Er wurde 1911 zum Landrichter, 1924 zum Landgerichtsdirektor am Landgericht Hamburg ernannt. Im Ersten Weltkrieg war er Hauptmann.
Lindenmaier wurde 1926 Reichsgerichtsrat und war am I. Zivilsenat des Reichsgerichts tätig, dessen Senatspräsident er von 1937 bis zur Schließung des Reichsgerichts im April 1945 war. In dieser Zeit war er zunächst Mitglied der DNVP (1925–1930). Vom November 1933 bis zum Februar 1934 war er Mitglied des Stahlhelm; anschließend der SA-Reserve I bis Mitte August 1935. Am 23. Dezember 1937 beantragte er die Aufnahme in die NSDAP und wurde rückwirkend zum 1. Mai desselben Jahres aufgenommen (Mitgliedsnummer 5.823.901). An Ehrungen hat er in dieser Zeit das Treudienst-Ehrenzeichen in Silber (1938) und in Gold (1940) erhalten. Nach dem Zweiten Weltkrieg wurde er Oberlandesgerichtsrat in Hamburg. Mit Errichtung des Bundesgerichtshofs am 1. Oktober 1950 wurde er an diesen berufen, wo er dem I. Zivilsenat angehörte, als dessen Präsident er häufig bezeichnet wurde. Diese Stellung hatte er allerdings formal niemals inne, jedoch führte er dort regelmäßig den Vorsitz. Zum 31. Dezember 1953 trat er in den Ruhestand. Ab 1954 arbeitete er als ständiger Mitarbeiter für die bedeutende Zeitschrift Archiv für Urheber- und Medienrecht (UFITA), zu deren Mitherausgebern er bereits vor Kriegsende gehörte.
Lindenmaier war promovierter Jurist, Ehrendoktor der Ingenieurwissenschaften und Honorarprofessor an den Universitäten Leipzig (1944/1945), Hamburg und Heidelberg sowie an der Technischen Hochschule Karlsruhe.

## Corpsstudent
Lindenmaier war Mitglied des Corps Rhenania Tübingen (1901), Ehrenmitglied des Corps Lusatia Leipzig (1933) und Angehöriger der Misnia IV zu Erlangen (1949).

## Veröffentlichungen
Lindenmaier war bei der 3. Auflage 1944 nach dem Tod von Franz Katluhn und der 4. Auflage (in Lieferungen 1955 bis 1958) Bearbeiter das Kommentars zum Patentgesetz von Krausse/Katluhn/Lindenmaier (1. Auflage 1931 von Krausse). Die letzte, 1973 erschienene 6. Auflage trägt allein seinen Namen. Mit Philipp Möhring hat er die Entscheidungssammlung Nachschlagewerk des Bundesgerichtshofs (Lindenmaier-Möhring) zu den Entscheidungen des Bundesgerichtshofs herausgegeben (die wesentlich auf dem gerichtsinternen Nachschlagewerk des Bundesgerichtshofs beruhte und von 2003 bis 2009 in anderer Form als LMK weitergeführt wurde). 1957 hat er zusammen mit Lüdecke ein Werk zur Arbeitnehmererfindung veröffentlicht. Zahlreiche Aufsätze, meist in der Zeitschrift Gewerblicher Rechtsschutz und Urheberrecht (GRUR, zuletzt 1955), zu Fragen des Patentrechts stammen aus seiner Feder. Einen Namen hat er sich vor allem durch die Formulierung der maßgeblich von ihm entwickelten Dreiteilungslehre zum Schutzumfang des Patents gemacht (Der Schutzumfang des Patentes nach der neueren Rechtsprechung, GRUR 1944, 49), die bis 1986 (Formstein-Urteil des BGH; BGHZ 98, 12) in Rechtsprechung und Lehre maßgeblich war.
Die Dreiteilungslehre unterscheidet zwischen
1. dem unmittelbaren Gegenstand der Erfindung: er deckt sich mit dem Wortlaut der Patentansprüche,
2. dem Gegenstand der Erfindung: zu ihm zählt diejenige technische Lehre, die den Patentansprüchen ohne besondere Überlegungen unter Heranziehung von Beschreibung, Zeichnung und allgemeinem Fachwissen entnehmbar ist, und
3. dem allgemeinen Erfindungsgedanken, der den wesentlichen Kern der Erfindung betrifft, auch wenn er nicht in der besonderen Formulierung der Patentansprüche hervortritt.

Die Nähe des Ersten Zivilsenats des Reichsgerichts zu nationalsozialistischen Vorstellungen auch auf dem Gebiet des Patentrechts zeigt sich u. a. auch daran, dass dieser in seinen zur Zeit des Vorsitzes von Lindenmaier ergangenen Entscheidungen zum Patentrecht mehrfach Zitate aus Hitlers Mein Kampf verwendet hat. Auch in eigenen Vorträgen hat Lindenmaier Bewunderung für Hitler geäußert, so in einem Vortrag vom 12. März 1938 mit den Worten: „Es sind Gedanken des Führers selbst, in denen dieser die Grundlagen für die Ausrichtung und ethische Haltung eines nationalsozialistischen Patentrechts gegeben hat. Man muß voll Bewunderung sein, mit welcher Klarheit der Führer auf diesem ihm doch fernliegenden Gebiet mit intuitivem Scharfblick die Leitgedanken herausgearbeitet und zum klaren Ausdruck gebracht hat.“ Demgegenüber führt Lindenmaier in einer Veröffentlichung aus dem Jahr 1949 an, dass sich die bisherige patentrechtliche Rechtsprechung auch nach 1933 von unsachlichen Beimischungen freigehalten habe.

## Ehrungen
1953 wurde Lindenmaier mit dem Großen Verdienstkreuz der Bundesrepublik Deutschland ausgezeichnet.

## Würdigungen
Ein Nachruf auf Lindenmaier aus der Feder von Philipp Möhring findet sich in GRUR 1960 S. 513.